# Бистрицька волость (Бердичівський повіт)
Бистрицька волость — історична адміністративно-територіальна одиниця Бердичівського повіту Київської губернії з центром у селі Бистрик.
Волость з усіх боків оточувала повітове місто Бердичів.
Станом на 1886 рік складалася з 10 поселень, 9 сільських громад. Населення — 9195 осіб (4552 чоловічої статі та 4643 — жіночої), 1043 дворових господарства.
|                     | Площа, десятин | У тому числі орної, дес. |
| ------------------- | -------------- | ------------------------ |
| Сільських громад    | 8909           | 6002                     |
| Приватної власності | 391            | 293                      |
| Казенної власності  | 1461           | 79                       |
| Іншої власності     | 371            | 183                      |
| Загалом             | 11044          | 6557                     |

Поселення волості:
- Бистрик — колишнє власницьке село при річці Гнилоп'ять за 4 версти від повітового міста, 623 особи, 79 дворів, православна церква, школа, постоялий будинок, 3 водяних млини, винокурний завод. За 5 верст — колонія Романівка зі 410 мешканцями та молитовним будинком. За 3 версти — кумисний завод і цегельний завод. За 4 версти — котельний завод. За 5 верст — костопальний завод.
- Житинці — колишнє власницьке село, 220 осіб, 21 двір, православна церква, кузня, млин.
- Кикишівка — колишнє власницьке село, 535 осіб, 84 дворів, православна церква, школа, постоялий будинок, 2 водяних і вітряний млини.
- Клітенка — колишнє власницьке село, 372 особи, 47 дворів, православна церква, школа, постоялий будинок, водяний млин.
- Маркуші — колишнє власницьке село, 647 осіб, 70 дворів, православна церква, школа, постоялий будинок, 2 водяних млини.
- Поличинці — колишнє власницьке село, 925 осіб, 129 дворів, православна церква, католицька каплиця, школа, кузня, 2 водяних і вітряний млини.
- Скраглівка — колишнє власницьке село при річці Гнилоп'ять, 1211 осіб, 123 двори, 2 православні церкви, 2 водяних млини, винокурний завод.
- Терехове — колишнє власницьке село, 622 особи, 72 двори, православна церква, католицька каплиця, школа, постоялий будинок, водяний і вітряний млини.
- Фридрів — колишнє власницьке село, 1080 осіб, 122 двори, православна церква, школа, постоялий будинок.
- Велика П'ятигірка[2]
- Хажин[2]
- Гришківці[2]
- Обухівка[2]
- Жидівці[2] (Жидовцы)